# Florian Abel (Maler)
Florian Abel (* ? in Köln; † 14. Mai 1565 wahrscheinlich in Prag) war ein deutscher Maler und Zeichner der Renaissance.

## Leben
Der aus der Kölner Künstlerfamilie Abel stammende Florian Abel lebte in Prag und starb vermutlich auch dort. Am 28. April 1561 erhielten er und seine Brüder Bernhard Abel und Arnold Abel, beide Steinmetze und Bildhauer, in Wien den gemeinsamen Auftrag zur Ausgestaltung des lange unvollendet gebliebenen Grabmals des Kaisers Maximilian I. in der Hofkirche zu Innsbruck durch vierundzwanzig Reliefs aus Marmor. Seine Vorzeichnungen des Gesamtentwurfes, die er 1561 nach Innsbruck sandte, hielten sich an die deutsche Renaissancemalerei seiner Zeit. Diese Zeichnungen sind nicht mehr erhalten.
Nach dem Tod seiner Brüder 1563 und 1564, wurde die weitere Ausführung der Reliefarbeiten dem Bildhauer Alexander Colin übertragen, der sämtliche Vorlagen des Florian Abel übernahm.
Ein Werkverzeichnis ist bisher nicht ermittelbar.
Zum Leben und Werk der Brüder Abel siehe Brüder Abel.